# 維也納盆地

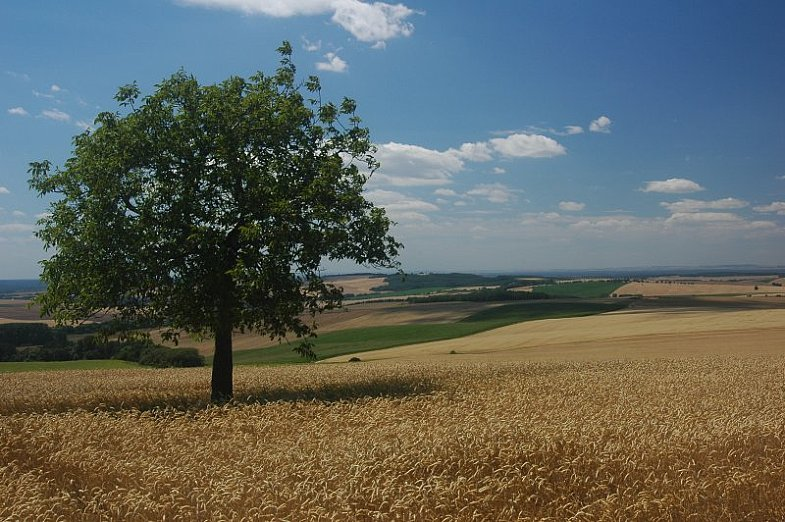

維也納盆地（德語：Wiener Becken）是一個位於阿爾卑斯山脈與喀爾巴阡山脈之間的沉積盆地。呈梭狀，長約200公里，闊約50公里。當中超過50%的面積位於下奧地利，其餘部分则分別由捷克和斯洛伐克管轄。